# Myanmars president
Myanmars president är statsöverhuvud och regeringschef för Myanmar. Ämbetet inrättades den 4 januari 1948.

## Lista över Burmas-Myanmars statsöverhuvuden (1948-nutid)
(Datum i kursiv stil innebär att ämbetet de facto fortsatt)
| Nr                                     | Porträtt | Namn (Titel) | Född-död  | Ämbetsperiodens början | Ämbetsperiodens slut | Politiskt parti                                                   |
| -------------------------------------- | -------- | --- | --------- | ---------------------- | -------------------- | ----------------------------------------------------------------- |
| Unionen Burma                          |          | |           |                        |                      |                                                                   |
| 1                                      |          | Sao Shwe Thaik President | 1894–1962 | 4 januari 1948         | 16 mars 1952         | Anti-Fascist People's Freedom League                              |
| 2                                      |          | Ba U President | 1887–1963 | 16 mars 1952           | 13 mars 1957         | Anti-Fascist People's Freedom League                              |
| 3                                      |          | Win Maung President | 1916–1989 | 13 mars 1957           | 2 mars 1962          | Anti-Fascist People's Freedom League                              |
|                                        |          | Ne Win Ordförande för revolutionära rådet | 1911–2002 | 2 mars 1962            | 2 mars 1974          | Militär (1962-1972) ↓ Burma Socialist Programme Party (1972-1974) |
| Socialistiska republiken Unionen Burma |          | |           |                        |                      |                                                                   |
| 4                                      |          | Ne Win President | 1911–2002 | 2 mars 1974            | 9 november 1981      | Burma Socialist Programme Party                                   |
| 5                                      |          | San Yu President | 1918–1996 | 9 november 1981        | 25 juli 1988         | Burma Socialist Programme Party                                   |
| 6                                      |          | Sein Lwin President | 1923–2004 | 25 juli 1988           | 12 augusti 1988      | Burma Socialist Programme Party                                   |
|                                        |          | Aye Ko Ställföreträdande president |           | 12 augusti 1988        | 19 augusti 1988      | Burma Socialist Programme Party                                   |
| 7                                      |          | Maung Maung President | 1925–1994 | 19 augusti 1988        | 18 september 1988    | Burma Socialist Programme Party                                   |
|                                        |          | Saw Maung Ordförande för State Law and Order Restoration Council                                                                             | 1928–1997 | 18 september 1988      | 23 september 1988    | Militär                                                           |
| Unionen Burma                          |          | |           |                        |                      |                                                                   |
|                                        |          | Saw Maung Chairmen of the State Law and Order Restoration Council                                                                            | 1928–1997 | 23 september 1988      | 18 juni 1989         | Militär                                                           |
| Unionen Myanmar                        |          | |           |                        |                      |                                                                   |
|                                        |          | Saw Maung Ordförande för State Law and Order Restoration Council                                                                             | 1928–1997 | 18 juni 1989           | 23 april 1992        | Militär                                                           |
|                                        |          | Than Shwe Ordförande för State Law and Order Restoration Council (1992-1997) Chairmen of the State Peace and Development Council (1997-2010) | 1933–     | 23 april 1992          | 21 oktober 2010      | Militär                                                           |
| Republiken Unionen Myanmar             |          | |           |                        |                      |                                                                   |
|                                        |          | Than Shwe Ordförande för State Peace and Development Council                                                                                 | 1933–     | 21 oktober 2010        | 30 mars 2011         | Militär                                                           |
| 8                                      |          | Thein Sein President | 1945–     | 30 mars 2011           | 30 mars 2016         | USDP                                                              |
| 9                                      |          | Htin Kyaw President | 1946–     | 30 mars 2016           | Sittande             | NLD                                                               |